# Hans-Heinrich Harms (Ingenieur)
Hans-Heinrich Harms (* 1947 in Diepholz) ist ein deutscher Maschinenbauingenieur und Professor für Maschinenbau. Er leitete von 1990 bis 2010 das Institut für Landmaschinen und Fluidtechnik (ILF) an der TU Braunschweig und ist seit 2010 im Ruhestand.

## Leben

### Ausbildung
Nachdem Harms in Diepholz am mathematisch-naturwissenschaftlichen Gymnasium „Graf-Friedrich-Schule“ 1966 sein Abitur gemacht und zwei Jahre Wehrdienst geleistet hatte, studierte er von 1968 bis 1973 an der TU Braunschweig Maschinenbau.
Nach einem Jahr als Volontär in der freien Wirtschaft kehrte er an die TU Braunschweig zurück und arbeitete als wissenschaftlicher Mitarbeiter am Institut für Landmaschinen, bis er 1981 im Bereich Ölhydraulik zum Dr.-Ing. promovierte.

### Beruflicher Werdegang und akademische Karriere
Von 1981 bis 1987 arbeitete Harms bei Claas in Saulgau als Ingenieur, später als Leiter der Produktentwicklung. Ebenfalls Leiter der Produktentwicklung war er bei der Welger Maschinenfabrik in Wolfenbüttel von 1987 bis 1990, um dann 1990 einem Ruf an die TU Braunschweig zu folgen. Dort war er bis 2010 Leiter des „Instituts für Landmaschinen“, welches 1995 in „Institut für Landmaschinen und Fluidtechnik“ umbenannt wurde. Aus diesem ist ab 2012 das Institut für mobile Maschinen und Nutzfahrzeuge (IMN) hervorgegangen.
Zwischenzeitlich bekleidete er das Amt des Dekans des Fachbereichs Maschinenbau der TU Braunschweig in den Jahren 1995 bis 1997. Außerdem war er bis 2009 „Dekan der Auszubildenden“, indem er die Leitung der Gemeinschafts-Ausbildungswerkstatt innehatte.
Zudem engagierte er sich an der TU Braunschweig als Koordinator der gesamten Berufsausbildung im kaufmännischen Bereich, Mitglied der engeren Fakultät für Maschinenbau und Elektrotechnik, Sprecher der Fachrichtung Kraftfahrzeugtechnik im Fachbereich Maschinenbau und Leiter der Gemeinschaftswerkstatt mehrerer Institute. 2005 bis 2010 war er Herausgeber des Jahrbuchs Agrartechnik.
Schriften
- Untersuchungen zum Reibungsverhalten zwischen Gleitschuh und Gleitring von schnellaufenden Radialkolbenmaschinen. VDI-Verlag, Düsseldorf 1982, ISBN 3-18-850613-9.[4]

### Auszeichnungen
Harms erhielt 2001 die Ehrendoktorwürde der Universität Transilvania Brașov, Rumänien. Außerdem wurden ihm 2001 die Ehren-Medaille des Deutschen Baumaschinentages und 2005 die international anerkannte „Joseph Bramah Medaille“ der Mechatronics, Informations and Control Group in der „Institution of Mechanical Engineers“ in Linköping (Schweden) verliehen.
2014 wurde ihm das VDI-Ehrenzeichen verliehen.

### Privatleben
1973 heiratete Harms und bekam mit seiner Frau 1975 und 1977 zwei Kinder.

### Ehrenamtliche Mitarbeit
- 2001 Initiator und Gründungsmitglied des Zentrums für Mechatronik (seit 2009 Niedersächsisches Forschungszentrum Fahrzeugtechnik, NFF) der Technischen Universität Braunschweig und zwischenzeitliches Mitglied des Direktoriums[8]
- 2002 Ehrenmitglied des Lions Racing Team der Technischen Universität Braunschweig[9]
- 2008 bis 2010 Koordinator des Bereiches Kraftfahrzeugtechnik der Schüler-Ingenieur-Akademie (SIA)
- Koordinator des Studierendenaustausches mit den Universitäten Brașov und Bukarest (Rumänien), Kaunas (Litauen), Kopenhagen (Dänemark), Linköping (Schweden), Tampere (Finnland) und Suchdol (Tschechien)[10]
- Sondergutachter bei der DFG (Deutsche Forschungsgemeinschaft) (Bereich: Ölhydraulik und Landtechnik)
- Kollegiat und Fachgutachter des Fachkollegiums 207 „Agrar-, Forstwissenschaften, Gartenbau und Tiermedizin“ bei der DFG in Bad Godesberg[11]
- Beim Leibniz-Institut für Agrartechnik (ATB) in Potsdam Bornim Mitglied im wissenschaftlichen Beirat
- Mitglied des Kuratoriums der Helmut Claas Stiftung in Harsewinkel[12]
- Mitglied im Programmausschuss für das „internationale Fluidtechnische Kolloquium“ (IFK) an der  RWTH Aachen und an der [TU Dresden]
- Mitglied im Beirat der Max-Eyth-Gesellschaft Agrartechnik im VDI (VDI-MEG), Düsseldorf[13]
- Mitglied des Beirates und des Vorstandes des Normenausschusses Landtechnik (NLA) beim Fachverband Landtechnik im VDMA in Frankfurt
- Mitglied des wissenschaftlichen Beirates der Zeitschrift „Agrartechnische Forschung“ im Landwirtschaftsverlag in Hiltrup[14]
- Mitglied im Redaktionsbeirat der Zeitschrift „Mobile Maschinen“[15]
- Mitglied des Technisch-Wissenschaftlichen Beirats der O+P (Ölhydraulik und Pneumatik) der Vereinigten Fachverlage Mainz
- Gutachter der Alexander von Humboldt-Stiftung in Bonn
- Sondergutachter für die Deutsche Bundesstiftung Umwelt (DBU) in Osnabrück
- Mitglied des wissenschaftlichen Beirates und des Redaktionsbeirates der Zeitschrift „Landtechnik“ im Landwirtschaftsverlag Hiltrup / DLG Verlag Frankfurt[16]
- Mitglied des Vorstandes der Arbeitsgemeinschaft umweltschonende Schmier- und Verfahrensstoffe im Transferzentrum für angepasste Technologien GmbH (TAT) in Rheine
- Gründer und Mitglied im Forschungsverbund: Fluid Power Centres of Europe